# André Chavet
André Chavet, né le 13 juillet 1930 à Saint-Étienne (Loire) et mort le 6 juin 2005 à Arthun (Loire), est un joueur français de basket-ball évoluant au poste d'ailier.

## Biographie
André Chavet, ailier du CA Saint-Étienne de 1954 à 1969, joue pour l'équipe de France de 1952 à 1959, participant au Championnat d'Europe de basket-ball 1959, décrochant la médaille de bronze et aux Jeux olympiques d'été de 1952. Il est élevé au rang de chevalier de la Légion d'honneur.

## Palmarès
Équipe de France
- 30 sélections entre 1952 et 1959
- Jeux olympiques
  - 8e en 1952 à Helsinki
- Championnat d'Europe
  -  3e en 1959

## Sources
- Fiche d'André Chavet sur le site de la Fédération française de basket-ball
- (en) Profil olympique d’André Chavet sur sports-reference.com (archivé)